# Crosta
Una crosta és una formació cutània temporal que apareix durant la fase proliferativa de la cicatrització quan l'epitelització del teixit sobre una àrea denudada és lenta.
Està constituïda per plaquetes, sèu i sang, que cobreix una ferida per cicatritzar-la i serveix de barrera protectora per a la dermis en regeneració per impedir infeccions i permetre la formació de cèl·lules noves. És un tipus de lesió secundària.